# Steven López
Steven López   (Nova York, 9 de novembre de 1978) és un taekwondista nord-americà, ja retirat, guanyador de tres medalles olímpiques. Junt a Hadi Saei és un dels taekwondistes amb més palmarès de la història.
Fill de pares nicaragüencs, els seus pares van emigrar als Estats Units el 1973. És germà dels també taekwondistes i medallistes olímpics Diana López i Mark López.

## Carrera esportiva
Va participar, als 21 anys, en els Jocs Olímpics d'Estiu del 2000 realitzats a Sydney (Austràlia), on aconseguí guanyar la medalla d'or en la prova masculina de pes lleuger (58–68 kg). En els Jocs Olímpics d'Estiu de 2004 realitzats a Atenes (Grècia) aconseguí revalidar el seu títol olímpic, si bé en aquesta ocasió en la categoria masculina de pes mitjà (68–80 kg.). En els Jocs Olímipcs d'estiu de 2008 realitzats a Pequín (Xina) aconseguí guanyar la medalla de bronze en aquesta última categoria.
Al llarg de la seva carrera ha guanyat 5 medalles en el Campionat del Món de taekwondo, totes elles d'or. En els Jocs Panamericans ha aconseguit dues medalles, una d'elles d'or.
El gener de 2006 va donar positiu en un control antidopatge, per una substància que, segons ell, provenia d'un inhalador de vapor sense recepta que feia servir. Va acceptar una suspensió de tres mesos i va participar en un programa educatiu antidopatge. El 2012 va participar en un programa de cites The Choice a la cadena Fox.

## Acusacions d'agressió sexual
El 8 de juny de 2017 USA Today va publicar una notícia que deia que López havia estat acusat d'agressió sexual i d'haver drogat a diverses atletes. Les acusacions afirmaven que hi havia un patró repetit de comportament d'abús presumptament perpetrat per López i el seu germà, Jean Lopez. Ambdós van rebre una suspensió preliminar decretada per USA Taekwondo que els va impedir competir en competicions internacionals de taekwondo. Sis dones han denunciat haver estat agredides sexualment per López.
El desembre de 2022 el Tribunal d'Arbitratge de l'Esport va aixecar les sancions per abús sexual de Steven Lopez, el seu germà i l'entrenador. El TAS va determinar que l'acusació de la Federació Mundial de Taekwondo es basava en el seu Codi Ètic del 2011, però en ser els fets denunciats anteriors a aquest codi no es podia aplicar per a un càstig.